# Étienne-François-Charles Jaucen de Poissac
Étienne-François-Charles Jaucen, baron de Poissac, né le 26 novembre 1733 à Tulle (Corrèze), et mort à Londres le 21 novembre 1803, est un conseiller au parlement de Bordeaux et député de la noblesse de la Sénéchaussée de Tulle dans le Bas pays du Limousin en 1789.

## Biographie
Originaires de Corrèze, les Jaucen sont une famille de marchands parvenue à la notabilité (au XVIe siècle, un Jaucen est maire de Tulle).
En 1760, Étienne-François-Charles devient membre du parlement de Bordeaux. Dans cette ville, il épouse en 1769, Marguerite Dupuy, fille de négociants bordelais enrichis à Saint-Domingue. Elle y possède en indivision avec sa sœur 3 caféières avec 400 esclaves.

En considération de l'ancienneté de sa Maison, Jaucen obtient en 1770 par lettres patentes du roi Louis XV, la création en baronnie de sa terre de Poissac.

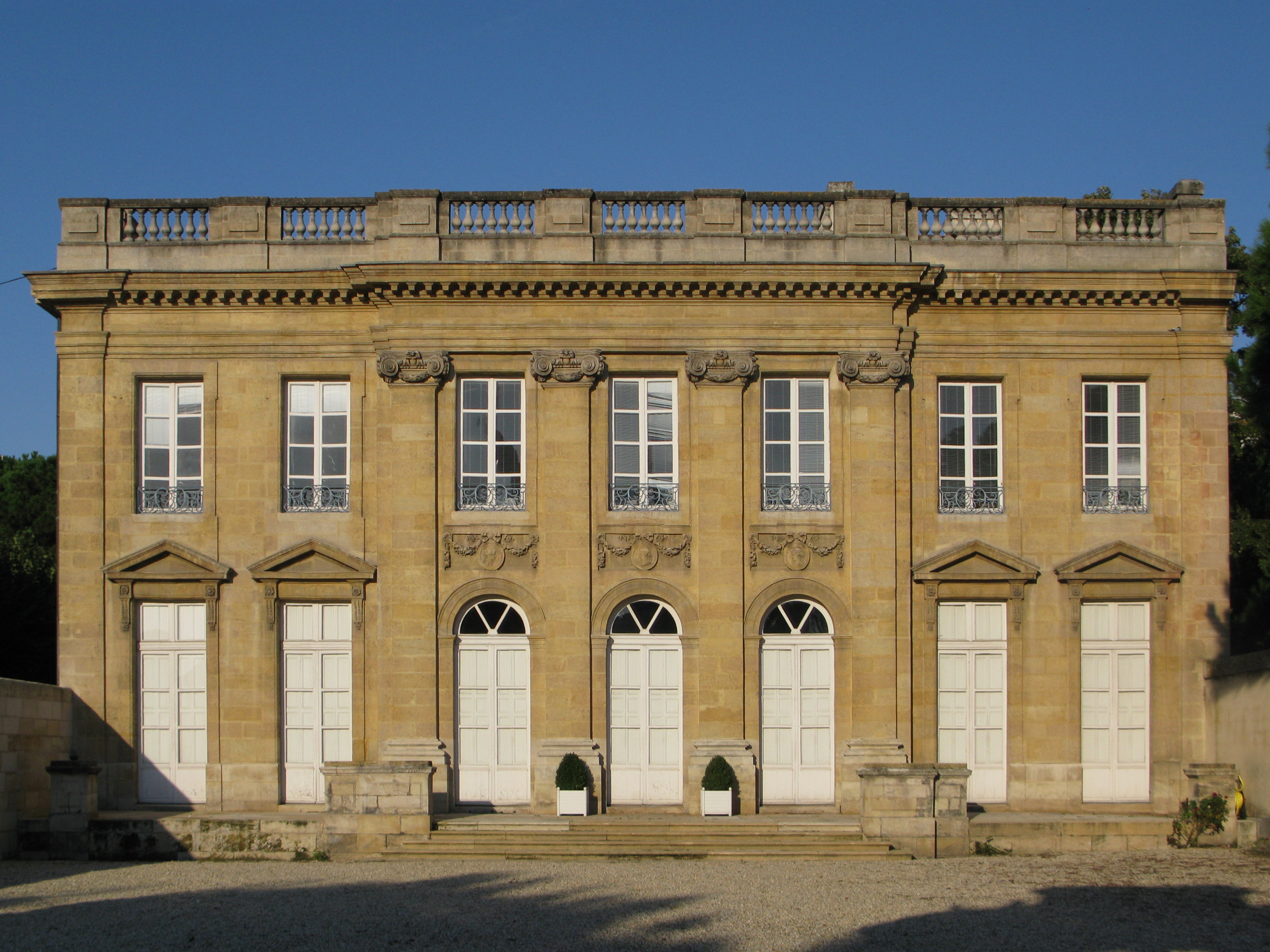
L'hôtel de Poissac à Bordeaux.

A Bordeaux, les revenus tirés des habitations agricoles coloniales lui permettent de se faire construire, entre 1775 et 1778, un magnifique hôtel particulier en face du Palais Rohan.
A Tulle, Jaucen, franc-maçon, anime la loge l'Intime Fraternité. Il est aussi le parrain en maçonnerie de l'abbé de La Boissière, présent lors de la bénédiction de son hôtel particulier en 1778.
En 1789, il est élu député de la noblesse de la Sénéchaussée de Tulle, où il possède le château de la Giscardie. La campagne électorale a été agitée, mais il l'emporte par 144 voix contre 121 au duc d'Ayen. Aux États généraux, puis à l'Assemblée constituante, il défend les privilèges de la noblesse, puis quitte subitement l'assemblée en juin, sans avoir formellement démissionné.
Revenu à Tulle, il est pris dans des événements liés au capitaine du régiment Royal-Navarre, Massey, qui était logé chez lui. La colère de la population contraint Poissac à quitter Tulle, et rejoindre les émigrés à Londres. Tous ses biens sont dès lors confisqués, et l'hôtel de Poissac devient bien national.
Jaucen meurt en exil à Londres en 1803.

## Publication
- Arrêts notables rendus en la 1re chambre des enquêtes du parlement de Bordeaux, pour fixer la jurisprudence de la cour (1776)